# Felipponea esquirolii
Felipponea esquirolii är en bladmossart som beskrevs av Hiroyuki Akiyama 1988. Felipponea esquirolii ingår i släktet Felipponea och familjen Leucodontaceae. Inga underarter finns listade i Catalogue of Life.